# Nenad Gračan
Nenad Gračan (Rijeka, 23. siječnja 1962.) je bivši hrvatski nogometaš i aktualni izbornik Hrvatske ženske nogometne reprezentacije.
Profesionalnu karijeru započeo je u Rijeci. S Rijekom je 1979. osvojio jugoslavenski kup. Nakon sedam sezona prelazi u splitski Hajduk, u kojem se zadržao četiri sezone. Zanimljivo je da mu je u prvoj utakmici za splitske bile protiv matične Rijeke Mladen Mladenović u žaru igre slomio nogu. Gračan je i s Hajdukom osvojio jugoslavenski kup, 1987. godine. Godine 1989. potpisuje za španjolski Real Oviedo. Četiri godine kasnije vraća se u Rijeku u kojoj završava karijeru. 
Gračan je nastupao i za jugoslavensku nogometnu reprezentaciju, za koju je u deset nastupa postigao dva pogotka, u Subotici protiv Mađarske, te u Bruxellesu protiv Belgije. Bio je član momčadi koja je na Olimpijskim igrama 1984. osvojila brončanu medalju.
Jedan je od rijetkih trenera koji je trenirao sva četiri najveća hrvatska kluba – Rijeku, Dinamo, Hajduk i Osijek.
Statistika u Hajduku
| Natjecanje        | Nastupi | Zgoditci |
| ----------------- | ------- | -------- |
| Prvenstvo         | 25      | 2        |
| Kup               | 2       | 0        |
| Superkup          | 0       | 0        |
| Međunarodne       | 0       | 0        |
| Splitski podsavez | 0       | 0        |
| Ukupno            | 27      | 2        |
| Prijateljske      | 31      | 12       |
| Sveukupno         | 58      | 14       |

Nenad Gračan prvi službeni nastup ima 10. kolovoza 1986. u početnom sastavu protiv Rijeke, i odmah daje gol. Završilo je s 2:2, drugi gol je dao Deverić. Drugi prvenstveni gol dao je Spartaku u Splitu 24. rujna 1989. završilo je s 3:0 za Hajduk. Ostale golove dali su Asanović i Slaven Bilić.

## Vanjske poveznice
- Jugoslavenska reprezentacija  Arhivirana inačica izvorne stranice od 9. lipnja 2009. (Wayback Machine)